# Acrophoca
Az Acrophoca az emlősök osztályába a ragadozók rendjébe és a fókafélék családjába tartozó fosszilis nem.

## Lelőhelye
Maradványait Peruban találták meg.

## Rendszerezés
Az Acrophoca tekinthető a leopárdfóka ősének.

## Megjelenés
Testhosszát a kutatók 1,5 méterre becsülik.